# The Deceitful Face of Hope and Despair
"...The Deceitful Face of Hope and Despair" is een compositie van Sofia Goebaidoelina. Het werk heeft als ondertitel Concerto voor dwarsfluit en groot orkest.

## Inleiding
De titel is ontleend aan het gedicht Ash Wednesday van T.S. Eliot, maar heeft daar in principe niets mee te maken. Goebaidoelina heeft in sommige van haar werken wiskundige en natuurkundige zaken verstopt. In dit werk speelt ze met het thema interval. Een interval bestaat uit twee tonen die in een akkoord tegelijkertijd met elkaar gespeeld worden. In het hoorbare register zijn daarbij voor geoefende luisteraars de twee oorspronkelijke tonen te horen; voor de minder geoefende luisteraars en ook de goed geoefende luisteraars ontstaat door interferentie een derde toon. Echter naarmate de tonen lager of hoger worden, wordt het voor het oor onmogelijk de aparte tonen te onderscheiden en soms wordt ook het akkoord niet meer waargenomen. Het enige dat overblijft, zijn nog de geluidsgolven.

## Muziek
In dit werk voor dwarsfluit en groot symfonieorkest wordt dan ook het gehele register van solo-instrument en orkest gebruikt. Vanuit de diepste gewrochten start het werk. Alleen percussie is hoorbaar, maar al snel voegen de lage stemmen uit het orkest zich daarbij. De solist bedient zich van de basfluit. Als het orkest wat in het hogere register stapt, moet de solist volgen met de altfluit, uiteindelijk wordt ook de gewone dwarsfluit bespeeld. De piccolo blijft voor de solist buiten beeld. Door alleen instrumenten te gebruiken uit het lage register wordt de muziek somber, hetgeen verwijst naar Despair in de titel van het werk. Het eind van het concert speelt zich af in het hoge register, dat licht klinkt en verwijst naar Hope. De muziek lijkt een voortzetting van de zwaardere symfonische werken van haar indirecte leermeesters Dmitri Sjostakovitsj en Alfred Schnittke.
Het werk bestaat uit slechts een deel en mist daardoor de klassieke opbouw van een concert. Hier en daar zijn cadenzen te horen, maar die lijken ingebouwd in de solopartij.
Sharon Bezaly en Robert von Bahr gaven opdracht voor dit werk. Bezaly is (muzikaal) vaandeldrager van het platenlabel BIS Records, Von Bahr is er directeur van. De eerste uitvoering van het fluitconcert werd gegeven door Bezaly met het Göteborg Symfonie Orkest onder leiding van Mario Venzago op 26 mei 2005. De Nederlandse première werd verzorgd door opnieuw Bezaly met het Radio Filharmonisch Orkest onder leiding van Martyn Brabbins op 12 januari 2008 in het Het Concertgebouw.

### Orkestratie
- 3 dwarsfluiten waarvan ook 2 piccolo, 2 hobo’s, 3 klarinetten waarvan 1 ook basklarinet, 3 fagotten waarvan 1 ook contrafagot
- 4 hoorns, 3 trompetten, 1 trombone, 2 bastrombone, 1 contrabastrombone,
- percussie bestaande uit pauken, triangel, crotales, buisklokken, bar chimes, 3 grote trommen, side drum, diverse bekkens, tamtam, glockenspiel, xylofoon, vibrafoon, en marimba, 2 harpen, piano, celesta;
- violen (16 om 14), altviolen (12), celli (10), contrabassen (8).

## Discografie
- Uitgave BIS Records: Bezaly, GSO o.l.v. Venzago; een opname uit mei 2005; twee versies. Versie 1 met Sieben Wörte for cello; Versie met fluitconcerten van Mari Takano en Sally Beamish.